# Manipur-Weißzahnratte
Die Manipur-Weißzahnratte (Berylmys manipulus) ist eine Säugetierart aus der Gattung der Weißzahnratten (Berylmys) innerhalb der Nagetiere (Rodentia). Sie kommt im Nordosten Indiens bis Myanmar und den äußersten Süden der Volksrepublik China vor.

## Merkmale
Die Manipur-Weißzahnratte erreicht eine Kopf-Rumpf-Länge von 13,5 bis 18,5 Zentimetern und eine Schwanzlänge von 14,0 bis 18,7 Zentimetern. Die Hinterfußlänge beträgt 33 bis 40 Millimeter und die Ohrlänge 23 bis 25 Millimeter. Es handelt sich damit um die kleinste Art der Gattung und sie ähnelt in der äußeren Erscheinung sehr stark der Bowers-Weißzahnratte (Berylmys bowersi) mit einem matt braungrauen Rückenfell und einem weißen Bauch. Der Schwanz ist dunkelbraun, die hintere Hälfte oder das letzte Drittel und die Spitze sind weiß gefärbt. Die Oberseite der Vorder- und Hinterfüße ist weiß. Die Weibchen besitzen fünf Paar Zitzen, von denen eines im Brustbereich sowie je zwei im Bauchbereich und der Leistengegend sitzen. Der Schädel hat eine Länge von 36,2 bis 42,7 Millimeter.

## Verbreitung
Die Manipur-Weißzahnratte kommt im Nordosten Indiens bis Myanmar und dem äußersten Süden der Volksrepublik China vor. In China ist sie nur im südlichen Yunnan westlich des Saluen nachgewiesen.

## Lebensweise
Die Manipur-Weißzahnratte lebt vor allem in tropisch-subtropischen Feuchtwald- und Eichengebüschgebieten des höheren Berglandes bis zu Höhen von mindestens 1800 Metern. Sie meidet landwirtschaftlich genutzte Flächen und menschliche Ansiedlungen. Die Art ist bodenlebend und ernährt sich vorwiegend von Pflanzen, sie kann jedoch auch Insekten und andere wirbellose Tiere fressen. Die Tiere graben Baue, in denen sie sich tagsüber aufhalten.

## Systematik
Die Manipur-Weißzahnratte wird als eigenständige Art innerhalb der Weißzahnratten (Gattung Berylmys) eingeordnet, die aus vier Arten besteht. Die wissenschaftliche Erstbeschreibung erfolgte durch den Zoologen Oldfield Thomas im Jahr 1916 aus der Region um Kampat in Myanmar.

## Gefährdung und Schutz
Die Art wird von der International Union for Conservation of Nature and Natural Resources (IUCN) nicht in einer Gefährdungskategorie gelistet, sondern aufgrund der wenigen bekannten Daten als „data deficient“ geführt. Als Hauptgefährdung für die Art wird der Holzeinschlag und die zunehmende Besiedlung durch den Menschen im Verbreitungsgebiet der Art betrachtet, die wahrscheinlich abhängig von intakten Waldökosystemen ist. Zudem wird sie wahrscheinlich in Indien bejagt.

## Belege
1. 1 2 3 4 5  Manipur White-Toothed Rat In: Andrew T. Smith, Yan Xie: A Guide to the Mammals of China. 2008, S. 258–259.
2. 1 2  Berylmys manipulus in der Roten Liste gefährdeter Arten der IUCN 2015-4. Eingestellt von: D. Lunde, K. Aplin, S. Molur, 2008. Abgerufen am 23. Dezember 2015.
3. 1 2  Berylmys manipulus (Memento des Originals vom 23. Dezember 2015 im Internet Archive)  Info: Der Archivlink wurde automatisch eingesetzt und noch nicht geprüft. Bitte prüfe Original- und Archivlink gemäß Anleitung und entferne dann diesen Hinweis.. In: Don E. Wilson, DeeAnn M. Reeder (Hrsg.): Mammal Species of the World. A taxonomic and geographic Reference. 2 Bände. 3. Auflage. Johns Hopkins University Press, Baltimore MD 2005, ISBN 0-8018-8221-4.